# Morgan Turinui
Morgan Paratene Turinui (Sydney, 5 gennaio 1982) è un ex rugbista a 15 e allenatore di rugby a 15 australiano, è stato internazionale per l'Australia e giocava nel ruolo di tre quarti centro. Dal 2017 ricopre il ruolo di allenatore dell'attacco per la franchise australiana dei Melbourne Rebels in Super Rugby.

## Biografia
Cresciuto nel Waverley College di Sydney, dove praticava rugby a 15 e cricket, iniziò la carriera di club nei Sunshine Coast Stingrays, venendo poi ingaggiato come professionista nella franchise di Sydney dei Waratahs con cui esordì nel Super 12 2002.
Nel giugno del 2003 esordì negli Wallabies a Perth contro la Francia, e pochi mesi dopo fece parte della squadra che prese parte alla Coppa del Mondo di rugby 2003 che si tenne proprio in Australia e in cui la Nazionale di casa giunse fino alla finale, poi persa contro l'Inghilterra.
Fino al 2007 Turinui militò negli Waratahs, e nel corso di quell'anno fu inserito nella rosa dei Sydney Fleet, squadra professionistica che prese parte all'unica edizione dell'Australian Rugby Championship; in corso di torneo fu chiamato dal C.T. degli Wallabies John Connolly come rimpiazzo nella rosa australiana alla Coppa del Mondo di rugby 2007 a partire dal primo incontro a eliminazione diretta, nei quarti di finale del torneo contro, ancora, l'Inghilterra, che vinse la partita; Turinui non fu schierato e quindi il suo match internazionale più recente risale al 2005.
Nel 2008 firmò un contratto triennale che lo legava ai Reds di Brisbane; alla fine del Super 14 2010 il tecnico Rob Ewen comunicò a Turinui che il club aveva intenzione di promuovere giocatori più giovani e meno costosi, e non gli rinnovò il contratto; a quel punto il giocatore meditò il ritiro oppure il trasferimento in un'altra franchise australiana, ma al termine optò per un trasferimento in Europa, nel club di seconda divisione francese del Dax, per poi muoversi a Parigi nel giugno 2011 presso lo Stade français.
A tutto il 2010 Turinui vanta inoltre quattro inviti nei Barbarians: il primo fu nel 2004 in occasione di un match contro un XV della Nuova Zelanda, i più recenti risalgono al 2008 contro Inghilterra, Belgio e Irlanda.